# OTW
OTW är en svensk kreativ byrå bildad 1996, med över 100 medarbetare i Stockholm, Göteborg och Malmö.
Företaget tillhandahåller främst tjänster inom strategi, koncept, filmproduktion, digitala och sociala medier.
OTW ägs av Aller Media . Verkställande direktör 2021 är Rasmus Winther.

## Produkter
Bland OTW produkter återfinns  SAS ombordtidning och koncept Scandinavian Traveler, Skolvärlden för Lärarnas Riksförbund och En resa för livet för SOS Barnbyar. Bland kunderna finns Volvo, IKEA, PostNord och Röda Korset.